# Трезвость — норма жизни

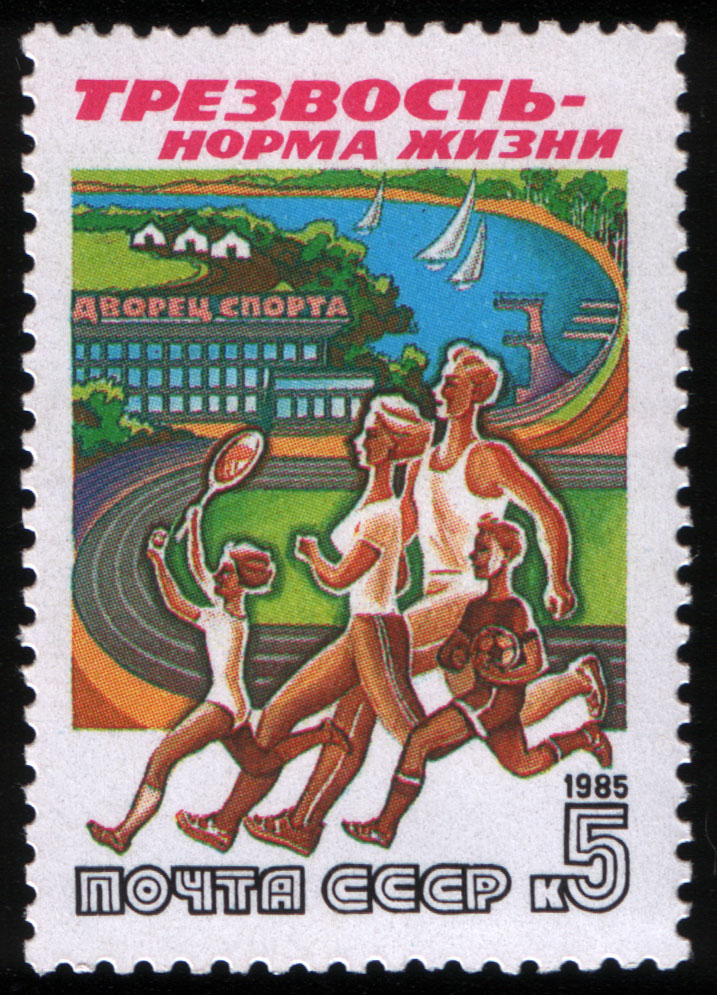
Почтовая марка СССР 1985 года «Трезвость — норма жизни»

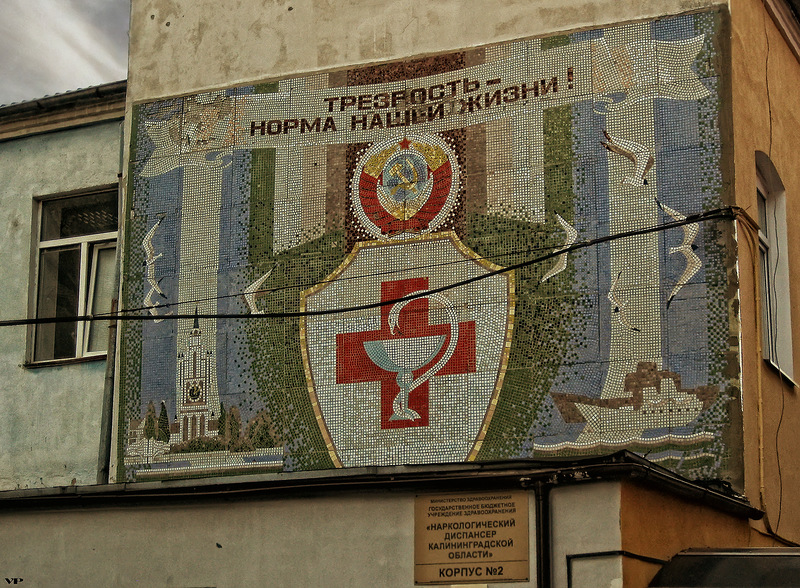

«Тре́звость — но́рма жи́зни» — политический лозунг, ставший символом антиалкогольной кампании в СССР 1985 года. 17 мая 1985 года ЦК КПСС и Совет Министров СССР приняли постановление «О мерах по преодолению пьянства и алкоголизма и искоренению самогоноварения». На следующий день в «Правде» вышла передовица под заголовком «Трезвость — норма жизни».
Хотя начало широкому использованию лозунга в рамках кампании положила именно эта передовица, лозунг был частью антиалкогольной пропаганды и до этого. Так в 1984 в Москве вышел озаглавленный так сборник рассказов, а за месяц до апрельского пленума ЦК КПСС, 23 марта 1985 года в той же «Правде» было опубликовано озаглавленное аналогичным образом, и содержащее похожие тезисы письмо саратовской рабочей Раисы Горюновой. В 2000 году корреспондент еженедельника Коммерсантъ-Власть нашла автора письма и помогавшего ей в публикации сотрудника «Правды».

## В массовой культуре
- Рок-группа «Зоопарк» на 5-м фестивале Ленинградского рок-клуба (1987 год) исполнила сатирическую песню «Трезвость — норма жизни». Сатирический эффект усиливало построение песни, перекликающееся с другой песней «Зоопарка» «Ром и Пепси-кола».
- Панк-рок группа «Бригадный подряд» на своём одноимённом альбоме выпустила песню «Трезвость — норма жизни», смысл который сводился к возможным проблемам с правоохранительными структурами («серыми дядьками») при распитии алкогольной продукции.
- Также песня с таким названием есть у барда Тимура Шаова.